# Gynoplistia apicalis
Gynoplistia apicalis là một loài ruồi trong họ Limoniidae. Chúng phân bố ở miền Australasia.